# Баранівка (Новгород-Сіверський район)
Барані́вка — село в Україні, у Семенівській міській громаді Новгород-Сіверського району Чернігівської області. До 2019 орган місцевого самоврядування — Орликівська сільська рада.
Населення становить 15 осіб.

## Історія
За даними на 1859 рік у власницькому селі Новозибковського повіту Чернігівської губернії мешкало 687 осіб (107 чоловічої статі та 98 — жіночої), налічувалось 32 дворових господарства.
За переписом 2001 року в селі було 113 осіб.
Після розпаду СРСР село сильно занепало, станом на 2021 рік в селі проживає півтора десятка осіб.
12 червня 2020 року, відповідно до Розпорядження Кабінету Міністрів України № 730-р «Про визначення адміністративних центрів та затвердження територій територіальних громад Чернігівської області», увійшло до складу Семенівської міської громади.
19 липня 2020 року, в результаті адміністративно-територіальної реформи та ліквідації Семенівського району, село увійшло до Новгород-Сіверського району.

## Відомі особистості
- Зиков Євген Кирилович (1932-1957) — дослідник Антарктиди.

- Зиков Іван Кирилович (1920-2015) — доктор технічних наук, професор, заслужений працівник вищої школи, почесний професор Військово-космічної Червонопрапорної академії імені О. Ф. Можайського, м.Санкт-Петербург.